# Benjamín Aceval

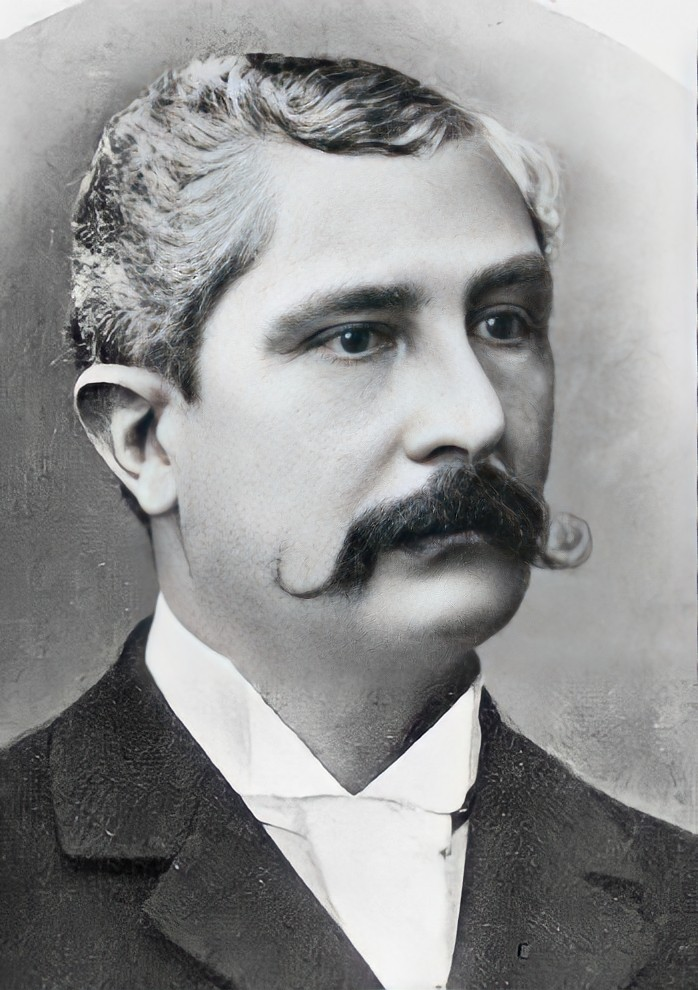
Benjamín Aceval

Tomás Benjamín Aceval Marín (* 1845 in Asunción; † 25. Juli 1900 ebenda) war ein paraguayischer Diplomat und Politiker.

## Leben
Benjamín Aceval gründete 1877 das Colegio Nacional und war als Nachfolger von Facundo Machaín 1877 erstmals Außenminister (Ministro de Relaciones Exteriores) während der Amtszeit von Präsident Higinio Uriarte. Kurze Zeit später wurde er 1877 Gesandter in den USA und verblieb dort bis März 1879. In dieser Zeit nahm er an den Verhandlungen in Washington, D.C. über die Region Gran Chaco teil, die Paraguay nach dem Tripel-Allianz-Krieg (1864 und 1870) gegen die verbündeten Staaten Argentinien, Brasilien und Uruguay abtreten musste. Durch die Schlichtung von US-Präsident Rutherford B. Hayes wurde der Grenzstreit zwischen Argentinien und Paraguay zugunsten Paraguays beigelegt, weshalb ein Departamento, das Departamento Presidente Hayes, nach diesem benannt wurde. Zugleich wurde er im November 1878 als Nachfolger von Juan Antonio Jara abermals Außenminister und bekleidete dieses Ministeramt in der Regierung von Präsident Cándido Bareiro bis September 1880.
In den folgenden Jahren lehnte Aceval Angebote zur Übernahme weiterer Ministerämter ab und war stattdessen bis 1886 Rektor des Colegio Nacional. Im November 1886 trat er als Außenminister in die Regierung von Präsident Patricio Escobar ein, bekleidete das Amt jedoch nur bis zu seiner Ablösung durch José Segundo Decoud 1887. In dieser Funktion unterzeichnete er am 16. Februar 1887 mit dem bolivianischen Sondergesandten Isaac Tamayo das Aceval-Tamayo-Abkommen, in dem es ebenfalls um die Schlichtung von Grenzstreitigkeiten zwischen beiden Ländern ging. Dieses Abkommen war aus Sicht Paraguays allerdings nachteilig, da es bolivianische Ansprüche auf Gebiete entlang des Río Paraguay anerkannte. Das Abkommen unterteilte die Region Gran Chaco in drei Bereiche: im Süden eine Paraguay zugehörige Region zwischen dem Hauptarm des Río Pilcomayo und der Mündung des Río Apa sowie im Norden eine Bolivien zugehörige Region zwischen Bahía Negra und Fuerte Olimpo. Die dritte Region unterlag der Schiedsgerichtsbarkeit von Leopold II., des damaligen Königs von Belgien. Während der Kongress Boliviens dem Abkommen zustimmte, verweigerte der Nationalkongress (Congreso de Paraguay) dem Abkommen sein Zustimmung. Die Ablehnung in Paraguay führte zur Gründung des Centro Democrático. Er war zwischen 1889 und 1890 Gesandter im Vereinigten Königreich, Spanien und Frankreich.
Benjamín Aceval, dessen jüngerer Bruder Emilio Aceval Marín zwischen 1898 und 1902 Präsident Paraguays war, verstarb an den Folgen der Beulenpest, die um 1900 in Asunción ausbrach. Ihm zu Ehren wurde ein Distrikt Benjamín Aceval benannt.